# Miss Rio Grande do Sul 2004
Miss Rio Grande do Sul 2004 foi a 51.ª edição do tradicional concurso de beleza feminino de Miss Rio Grande do Sul, válido para a disputa nacional de Miss Brasil, único caminho para o Miss Universo. Participaram da competição trinta e quatro (34) candidatas municipais em busca do título que pertencia à santa-mariense Juliana Lopes da Luz vencedora do título no ano anterior. A vencedora foi a representante de Gramado, Fabiane Tesche Niclotti.

## Resultados

### Colocações
| Colocação               | Município e Candidata |
| Vencedora               | - Gramado - Fabiane Niclotti |
| 2.º. Lugar              | - Santa Rosa - Tatiane Brum |
| 3.º. Lugar              | - Taquara - Paula Garbuyo |
| 4.º. Lugar              | - Jaguarão - Gabriela Justo |
| 5.º. Lugar              | - Santo Ângelo - Bruna Bassani |
| (TOP 10) Semifinalistas | - Canoas - Paula Friedrich - Parobé - Renata Marques - Pelotas - Gabriela Ança - Porto Alegre - Francine Porto - Santa Vitória do Palmar - Karen Bratenahl |

## Candidatas
Disputaram o título este ano:
| - Augusto Pestana - Franciele Schmidt - Bento Gonçalves - Suelen Brandelli - Caçapava do Sul - Joyce Ferreira Meotti - Canela - Paula Manoela Santos - Canoas - Paula Mara Friedrich - Carazinho - Camile Dorneles - Caxias do Sul - Patricia Crosa - Cruz Alta - Fernanda Rocha - Encantado - Fernanda Luiza Bergamaschi - Erechim - Poliana Louise Ampessan - Fontoura Xavier - Francine Dartora - Getúlio Vargas - Greice Blascak | - Gramado - Fabiane Niclotti - Itaara - Ludiana Cardoso Rodrigues - Itaqui - Carolina Martins Kriegler - Jaguarão - Gabriela Porcíuncula Justo - Marau - Cristiane Lopes Miranda - Nova Hartz - Gláucia Scherer - Parobé - Renata Marques - Passo Fundo - Grasiele Priscila Grando - Pelotas - Gabriela Ança - Pinheiro Machado - Agnes Vargas Santos - Poço das Antas - Aline Elisa Klein | - Porto Alegre - Francine de Almeida Porto - Rio Grande - Juliana Azambuja - Santana do Livramento - Daiane Veleda Benitez - Santa Maria - Camila Moro Alves - Santa Rosa - Tatiane Brum - Santa Vitória do Palmar - Karen Bratenahl - Santo Ângelo - Bruna Bassani - São Leopoldo - Fernanda Daiana Vidor Schonardie - São Sepé - Pauline Santos Lopes - Taquara - Paula Tatiana Garbuyo de Vera - Tupanciretã - Adriane Pinto Vacari |